# 萊克維尤種植園 (緬因州)
萊克維尤種植園（英語：Lake View Plantation）是位於美國緬因州皮斯卡特奎斯縣的一個種植園。

## 人口
根據2020年美國人口普查的數據，萊克維尤種植園的面積為137.70平方千米，當中陸地面積為107.40平方千米，而水域面積為30.30平方千米。當地共有人口150人，而人口密度為每平方千米1人。